# Kazajistán en los Juegos Paralímpicos de Tokio 2020
Kazajistán estuvo representado en los Juegos Paralímpicos de Tokio 2020 por un total de 26 deportistas, 16 hombres y 10 mujeres.

## Medallistas
El equipo paralímpico kazajo obtuvo las siguientes medallas:
| Nombre              | Deporte                   | Evento                     |
| ------------------- | ------------------------- | -------------------------- |
| Oro                 |                           |                            |
| David Degtiarev     | Levantamiento de potencia | –54 kg masculino           |
| Plata               |                           |                            |
| Zarina Baibatina    | Yudo                      | +70 kg femenino            |
| Anuar Sariyev       | Yudo                      | –60 kg masculino           |
| Temirzhan Daulet    | Yudo                      | –73 kg masculino           |
| Bronce              |                           |                            |
| Nurdaulet Zhumagali | Natación                  | 100 m braza SB13 masculino |